# ویکتور میترو
ویکتور میترو (انگلیسی: Viktor Mitrou؛ زادهٔ ۲۴ ژوئن ۱۹۷۳) وزنه‌بردار آلبانیایی‌تبار اهل یونان بود.
وی در مسابقات کشوری و بین‌المللی در مجموع برندهٔ ۲ مدال نقره شده‌است.